# 1978 en littérature
| Années de la littérature : 1975 - 1976 - 1977 - 1978 - 1979 - 1980 - 1981    |
| Décennies de la littérature : 1940 - 1950 - 1960 - 1970 - 1980 - 1990 - 2000 |

Cet article présente les faits marquants de l'année 1978 en littérature.

## Évènements
- Fondation de la maison d'édition québécoise La courte échelle par l'écrivain Bertrand Gauthier. Connue pour ses publications en littérature jeunesse, la maison vendra près de 10 millions de livres pour plus de 700 titres actifs avant de faire faillite en 2014.

## Parutions

### Bande dessinée
Tous les albums de BD sorti en 1978

### Biographies, récits et souvenirs
- Cavanna, Les Ritals, éd. Belfond.

### Essais
- Étienne Barilier, Alban Berg, Essai d'interprétation, éd. L'Âge d'Homme.
- Guy Debord, Œuvres cinématographiques complètes, éd. Champ libre.
- Régis Debray, Modeste contribution aux discours et cérémonies officielles du dixième anniversaire, Éditions Maspero. Anniversaire mai 1968.
- Jean-Marie Domenach, Ce que je crois. Paris, Grasset
- Bertrand Gille Les Ingénieurs de la Renaissance, éditions du Seuil, coll. Points Sciences
- Dominique Laporte, Histoire de la merde, éd. C. Bourgois
- Rafael Pallais, Incitation à la Réfutation du Tiers Monde, éd. Champ libre.
- Ilya Prigogine et Isabelle Stengers, La Nouvelle Alliance, éd. Gallimard.
- Boris Souvarine, Staline. Aperçu historique du bolchevisme, éd. Champ libre.
- Gordon Tullock (américain), Le marché politique. Analyse économique des processus politiques, éd. Economica.
- Edward Saïd, Orientalism publié aux États-Unis (trd. française L'Orientalisme : L'Orient créé par l'Occident)
- Collectif, Des Tracts en Mai 68, éd. Champ libre.

### Nouvelles
- Patrick Grainville, Images du désir, éd. Playboy Filipacchi.

### Romans
Tous les romans parus en 1978

#### Romans francophones
- Claudine Beaussant, Vous verrez peut-être les jacinthes futures, éd. Robert Laffont.
- Jean-Louis Curtis, L'Horizon dérobé, éd. Flammarion.
- Patrick Grainville, La Diane rousse, éd. du Seuil.
- Jacqueline Held (avec Claude Held et Willi Glasauer), Les voyages interplanétaires de grand-père Coloconte.
- Georges Perec, La Vie mode d'emploi.
- Henri Vincenot, La Billebaude, éd. Denoël.

#### Romans traduits
- Philip K. Dick, Confessions d'un barjo.
- Jens August Schade, Des Êtres se rencontrent et une douce musique s'élève dans leurs cœurs, éd. Champ libre.

## Principales naissances
- Date inconnue : Julien Péluchon, écrivain français.
- 6 mars : Daniel H. Wilson, écrivain américain de science-fiction.
- 9 avril : Julien Roturier, écrivain français de fantastique, horreur et science-fiction, autobiographe.
- 20 avril : Rebecca Makkai, écrivain américain.
- 3 mai : Réda Dalil, journaliste et écrivain marocain.

## Principaux décès
- 28 février : Eric Frank Russell, écrivain britannique de science-fiction, mort à 73 ans.
- 18 mars : Leigh Brackett, écrivain américaine de science-fiction, fantasy et roman noir, morte à 62 ans.
- 12 mai : Louis Zukofsky, poète américain.
- 19 mai : Albert Kivikas, écrivain estonien (° 18 janvier 1898).
- 22 août : Ignazio Silone, écrivain italien.
- 20 novembre : Giorgio De Chirico, peintre et écrivain italien.

- Dates non renseignées ou inconnues :
  - Kazemi Mortaza Mochfek, homme de lettres iranien (° 1887).